# Lennox Castillo
Lennox Castillo (19 novembre 1985) è un ex calciatore beliziano, di ruolo attaccante.

## Carriera

### Club
Comincia a giocare nel Jaguars United. Nel 2005 si trasferisce al New Site Erei. Nel 2007 passa al Revolutionary Conquerors, per poi essere acquistato dall'Arabe Unido. Nel 2011 passa al Police United.

### Nazionale
Debutta in nazionale il 10 febbraio 2007. Viene convocato per la CONCACAF Gold Cup 2013, ma non ottiene alcuna presenza. Ha collezionato in totale, con la maglia della nazionale, 3 presenze.

## Statistiche

### Cronologia presenze e reti in nazionale
| Cronologia completa delle presenze e delle reti in nazionale ― Belize | Cronologia completa delle presenze e delle reti in nazionale ― Belize | Cronologia completa delle presenze e delle reti in nazionale ― Belize | Cronologia completa delle presenze e delle reti in nazionale ― Belize | Cronologia completa delle presenze e delle reti in nazionale ― Belize | Cronologia completa delle presenze e delle reti in nazionale ― Belize | Cronologia completa delle presenze e delle reti in nazionale ― Belize | Cronologia completa delle presenze e delle reti in nazionale ― Belize |
| Data                                                                  | Città                                                                 | In casa                                                               | Risultato                                                             | Ospiti                                                                | Competizione                                                          | Reti                                                                  | Note                                                                  |
| --------------------------------------------------------------------- | --------------------------------------------------------------------- | --------------------------------------------------------------------- | --------------------------------------------------------------------- | --------------------------------------------------------------------- | --------------------------------------------------------------------- | --------------------------------------------------------------------- | --------------------------------------------------------------------- |
| 10-2-2007                                                             | San Salvador                                                          | Guatemala                                                             | 1 – 0                                                                 | Belize                                                                | Gold Cup 2007                                                         | -                                                                     | 62’                                                                   |
| 12-2-2007                                                             | San Salvador                                                          | Nicaragua                                                             | 4 – 2                                                                 | Belize                                                                | Gold Cup 2007                                                         | -                                                                     |                                                                       |
| 23-3-2013                                                             | Belize City                                                           | Belize                                                                | 0 – 0                                                                 | Trinidad e Tobago                                                     | Amichevole                                                            | -                                                                     | 90’                                                                   |
| Totale                                                                |                                                                       | Presenze                                                              | 3                                                                     |                                                                       | Reti                                                                  | 0                                                                     |                                                                       |